# Allotinus mendax
Allotinus mendax är en fjärilsart som beskrevs av John Nevill Eliot. Allotinus mendax ingår i släktet Allotinus och familjen juvelvingar. Inga underarter finns listade i Catalogue of Life.